# سایکدلیک سول
سایکدلیک سول (انگلیسی: Psychedelic soul) که گاه راک سیاه یا بلک راک (به انگلیسی: black rock) خوانده می‌شود، زیرگونه‌ای از موسیقی سول است که با مایه‌های سایکدلیک راک درآمیخته‌است. این سبک در اواخر دهه ۱۹۶۰ ظهور کرد و تا دهه ۱۹۷۰ امتداد یافت و در پیدایش سبک‌های فانک و دیسکو نقشی کلیدی ایفا کرد. گروه‌های تمپتیشنز و اسلای اند د فمیلی استون (Sly and the Family Stone) در این میان جلودار بودند و کار آنان را گروه‌ها و هنرمندان محبوبی همچون سوپریمز، استیوی واندر، برادران چمبرز (The Chambers Brothers)، فیفت دایمنشن (The 5th Dimension)، ادوین استار، جرج کلینتون و فانکدلیک (Funkadelic) ادامه دادند.